# إلى الأمام (العراق)
إلى الأمام هي جماعة شيوعية في العراق، عُرفت بالصحيفة التي أصدرتها بنفس الاسم. وكان القادة الرئيسيون للمجموعة أيوب (قادر) ويعقوب كوهين (فاضل). داخل الحزب الشيوعي، كان أيوب عضوًا في اللجنة المركزية لكنه طور خلافات شخصية مع الأمين العام للحزب الشيوعي يوسف سلمان.
عانى الحزب بشدة من قمع الدولة. في سبتمبر 1944، اندمجت الجماعة مع فصيل الشرارة، وشكلت وحدة النضال.